# Marcel De Corte
Marcel De Corte (ur. 25 listopada 1929 w Sint-Truiden – zm. 27 lutego 2017) – belgijski piłkarz grający na pozycji lewoskrzydłowego. Był reprezentantem Belgii.

## Kariera klubowa
Swoją karierę piłkarską De Corte rozpoczął w klubie RC Gand, w którym w latach 1947-1950 grał w trzeciej lidze belgijskiej. W 1950 roku przeszedł do klubu RSC Anderlecht. Wraz z Anderlechtem pięciokrotnie wywalczył tytuł mistrza Belgii w sezonach 1950/1951, 1953/1954, 1954/1955, 1955/1956 i 1958/1959. Dwukrotnie został wicemistrzem kraju w sezonach 1952/1953 i 1956/1957. W sezonie 1959/1960 grał w ARA La Gantoise, a w sezonie 1960/1961 w Olympic Charleroi, w którym zakończył karierę.

## Kariera reprezentacyjna
W reprezentacji Belgii De Corte zadebiutował 4 kwietnia 1954 w wygranym 4:0 towarzyskim meczu z Holandią, rozegranym w Antwerpii. W kadrze narodowej rozegrał 3 mecze, wszystkie w 1954 roku.